# Галкина, Марина Владимировна
Мари́на Влади́мировна Га́лкина — российская спортсменка, чемпионка мира по рогейну (15-й Чемпионат мира в 2017 году). Писательница и путешественница, автор документальных фильмов о своих пеших и водных путешествиях по труднодоступным местам.

## Детство и юность[3]
Родилась весной 1968 года в Москве.
Закончив в 1986 школу, поступила в Московский государственный университет на биологический факультет по специальности «геоботаника».
В студенческие годы участвовала в экспедициях, занималась геоботанической практикой и картированием. Ездила в Хабаровский край и Приморье.
В 1991 году окончила университет и некоторое время продолжала работу по специальности.
Затем Марина пробовала себя в роли швеи, журналистки. Работа в сфере туризма и снаряжения продолжалась в рамках лаборатории Института авиационной и космической медицины. Занималась изучением проблемы выживания.

## Спорт
- В 2010 году приняла участие в чемпионате мира по рогейну в Новой Зеландии.
  - Попутно сняла фильм, выложенный на канал в 2020 году.
- В августе 2017 года в Латвии прошёл чемпионат мира по рогейну[1].
  - Вместе с напарницей Ниной Михеевой[4] Галкина заняла первое место[1] в двух номинациях — среди женщин-ветеранов и в открытой категории.
  - В общем зачёте команда оказалась на 12 месте.

## Писательница
Марина Владимировна — автор книг:
- 2002 год — вышла дебютная книга «Одна на краю Света»[5],
- 2018 год[6] — «Вдвоём по Сунтар-Хаяту»[7].

В коллекции автора произведения про Крым, Колыму, Сунтар-Хаята.

## Путешествия[3][8][9]
- Первый самостоятельный дальний поход состоялся в 1994 году. Стартовой точкой маршрута был Петропавловск-Камчатский. Тридцать дней девушка добиралась до Долины гейзеров. В одиночной экспедиции было пройдено около 1800 км.
- В 1998 году состоялся длительный поход по Чукотке. Стартовая точка — Анадырь, конечная — мыс Шмидта.
- Весной 2003 года — поход по пустыням Казахстана.
- Лето 2008 — пеше-водный поход вдвоем с путешественницей Валерией Глуховой через хребет Сунтар-Хаята до поселка Арка, далее сплав по Кетанде и Ураку до Охотского моря.
- Август-сентябрь 2010 — пеше-водный поход с Валерией Глуховой по хребту Черского, сплав по рекам Эрэкит и Мома.
- В 2012 году экспедиция по Восточным Саянам. Прошли через Тукшинское Белогорье, Кинзелюкский водопад, Медвежье озеро, сплавлялись на катамаранах по рекам Кизир, Кинзелюк.
- Летом 2015 года — тысячекилометровая экспедиция по плато Путорана со сплавом по рекам Хонна-Макит, Котуй и Маймеча.
- В конце февраля 2016 года состоялся «пробег» на коньках по Байкалу. Дорога проходила через Ольхон и Листвянку.
- В июне 2017 года сплавлялась по Сонреке к Белому морю.
- С 8.07 по 11.08 2017 года — соло-путешествие к реке Сунтар. Начало пути — Якутск, конечная точка — город Охотск. Общая протяженность около 662 км. Путь проходил через трассу Якутск-Магадан, перевалы Ниткан и Вронского, реку Делькю-Охотская, каньоны, хребет Сунтар-Хаята.
- Летом 2018 года совершила пеше-водное соло-путешествие по Чукотке длиною в 81 день. Маршрут начался с мыса Шелагского вблизи Певека и закончился у мыса Дежнёва. Поход был разбит на две части, каждая часть заняла больше месяца.
- Апрель 2019 года — третий визит на Чукотку: гонка на собачьих упряжках.
- В 2019 году — пеше-водный поход через Верхоянский хребет; сплав по реке Собопол (Соболоох-Майан).
- В марте 2021 года путешественница вернулась в Якутию, в Эвено-Бытантайский район. Она совершила одиночный поход на лыжах на озеро Лыбалах и преодолела около 200 км на лыжах  в мороз до минус 50[10].
- 12 июля 2021 года Марина Галкина отправилась в длительное пеше-водное путешествие от Хатангского залива, прошла через горы Бырранга и дошла 3 сентября 2021 года до мыса Челюскина. Научно-экспедиционное судно «Михаил Сомов», доставляющий новую смену полярников на отдаленные метеостанции и являющийся плавучей базой экспедиции «Россия — 2021», взял на борт Марину Галкину с мыса Челюскина[11][12].

Помимо Камчатки и Чукотки «в копилке» путешественницы — Таймыр, Хабаровский край, Якутия, многочисленные сплавы, восхождения, пешие и водные экспедиции.